# 由仁町
由仁町（日语：／ Yuni chō */?）為一個位於日本北海道空知綜合振興局南部的城鎮，約位於札幌市東方42公里，夕張川在町内由北向南流。東南部為夕張山地的森林地帶，西部和南部屬於馬追丘陵，北緯43度線通過境内。當地主要產業是農業，近年來將重點放在發展藥草園等旅遊資源。
町名源自阿伊努語的「yu-un-i」（有溫泉的地方）或「i-un-i」（有蛇的地方）。

## 歷史
在2003年7月曾經與南幌町、栗山町共同成立合併協議會討論合併事宜，並在公開招募合併後名稱後，決定使用「東札幌市」做為合併後的新市名，並於2004年11月簽訂了合併協議書。但由於南幌町和由仁町之間的長沼町並未加入合併計劃，將會使南幌町成為合併後城市的飛地，結果造成南幌町對居民舉行的合併意願公民投票中，反對者多於贊成者，南幌町議會也隨之否決合併案，最後造成合併失敗。

### 年表
- 1886年：下國皎三、沼田兵七進入古川地區進行開墾。[6]
- 1887年：奈良鍛吉進入古川地區進行開墾。
- 1889年：山崎又四郎、益本藤藏進入岩內地區進行開墾。
- 1890年：古川浩平進入由仁地區進行開墾。
- 1891年：來自熊本縣的移民團體共119人集體進入開墾。
- 1892年：設置由仁村並設置由仁村戶長役場。來自廣島縣的齋藤八六進入川端地區進行開墾。
- 1893年：角田村（現在的栗山町）、登川村（現在的夕張市）、長沼村（現在的長沼町）與併入由仁村戶長役場之管轄，成為由仁外3村戶長役場。
- 1895年：長沼村獨立設置戶長役場。
- 1897年：富除郡役所，改直接隸屬空知支廳管轄。登川村獨立設置戶長役場。
- 1900年：角田村獨立設置戶長役場。
- 1902年4月1日：由仁村成為北海道二級村。
- 1919年4月1日： 成為北海道一級村。
- 1950年11月1日：改制為由仁町。

## 交通

### 鐵路
- 北海道旅客鐵道
  - 室蘭本線 : 三川車站 - 古山車站 - 由仁車站
  - 石勝線 : 川端車站

|  |  |
|  |  |

### 道路
| 高速道路 - 道東自動車道：由仁休息區 一般國道 - 國道234號 - 國道274號 主要地方道 - 北海道道3號札幌夕張線 | 道道 - 北海道道462號川端追分線 - 北海道道477號瀧下由仁停車場線 - 北海道道602號東三川由仁停車場線 - 北海道道694號北長沼由仁線 - 北海道道870號幌內三川停車場線 - 北海道道1008號夕張長沼線 |

### 巴士
- 北海道中央巴士
  - 岩見澤 - 栗山車站 - 由仁車站 - 長沼
  - 岩見澤 - 栗山車站 - 由仁車站 - 三川車站通
- 夕張鐵道（夕鐵巴士）
  - 札幌急行線
  - 札幌大通 - 大谷地 - 長沼 - 由仁車站 - 夕張
- JR北海道巴士
  - 大37：大谷地 - 北廣島車站 - 長沼 - ゆにガーデン - ユンニの湯

## 教育

### 高等學校
- 道立由仁商業高等學校

### 中學校
| - 由仁町立三川中學校 | - 由仁町立由仁中學校 |

### 小學校
| - 由仁町立川端小學校 | - 由仁町立三川小學校 | - 由仁町立由仁小學校 |

## 姊妹市・友好都市

### 日本
- 碧南市（愛知縣）：最早來到由仁町進行開墾人有部份是來自當時的碧海郡棚尾村，現已合併為碧南市；因此兩地於1988年4月締結為青年友好都市。 [7]

## 本地出身之名人
- 龜渕昭信：前日本放送執行董事
- 龜渕友香：福音音樂歌手
- 鹿內信隆：前富士產經集團會長
- 鹿內春雄：前產經新聞會長、富士產經集團交流會議議長

## 外部連結
- （日語）由仁町商工會